# I cieli di Alice
I cieli di Alice (Sous le ciel d'Alice) è un film del 2020 scritto e diretto da Chloé Mazlo.

## Trama
Durante gli anni '50, una ragazza di nome Alice lascia la Svizzera e si trasferisce in Libano. Qui si innamora del Paese e di Joseph, un astrofisico. Quando scoppia la guerra civile Alice tenterà di proteggere il paradiso che si è creata con tutte le sue forze.

## Distribuzione
Il film è stato distribuito nelle sale cinematografiche italiane a partire dal 15 febbraio 2022.